# Festungen und Schlösser in der Volta, Greater Accra, Zentral- und Westregion
Die Festungen und Schlösser in der Volta, Greater Accra, Zentral- und Westregion sind eine Gruppe von historischen Befestigungsanlagen entlang der ghanaischen Küste, die 1979 von der UNESCO zum Weltkulturerbe erklärt wurden. Die Bauwerke zeugen von der europäischen Kolonialgeschichte Westafrikas und spielten eine bedeutende Rolle im transatlantischen Sklavenhandel.

## Geschichte und Bedeutung

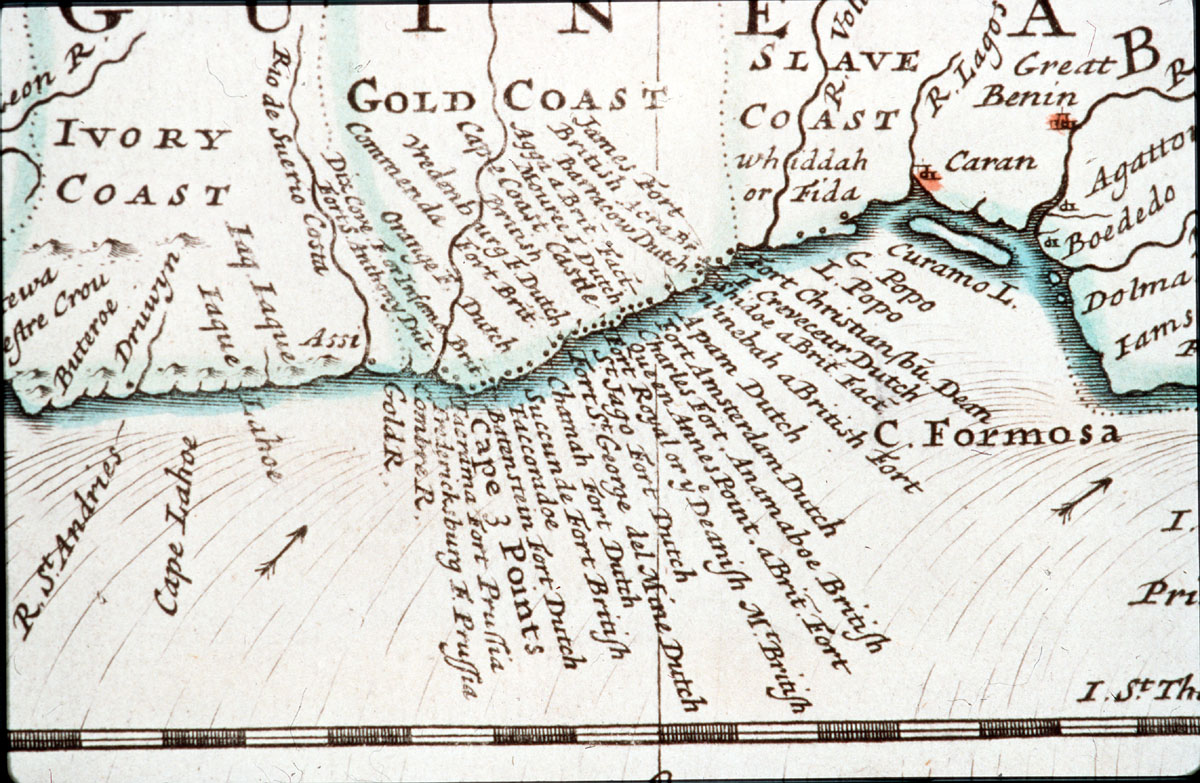
Historische Karte der Goldküste mit Darstellung der Forts um 1700

Die Befestigungsanlagen wurden zwischen 1482 und 1786 von verschiedenen europäischen Kolonialmächten errichtet, darunter Portugal, Spanien, Dänemark, Schweden, die Niederlande, Brandenburg-Preußen und Großbritannien. Sie dienten zunächst als Handelsstützpunkte für den Goldhandel, entwickelten sich aber später zu zentralen Umschlagplätzen für den Sklavenhandel.
Die Forts und Schlösser bildeten wichtige Knotenpunkte in den von den Portugiesen etablierten Handelsrouten während ihrer Zeit der großen Seefahrtentdeckungen. Im 19. Jahrhundert spielten sie auch eine Rolle bei der Zerschlagung des Sklavenhandels.

## Bestandteile der Welterbestätte
Die UNESCO-Welterbestätte umfasst insgesamt 28 separate Objekte:
- drei Schlösser: Cape Coast Castle,  St. George’s d’Elmina und Christiansborg in Osu, Accra.
- 15 Forts in gutem Erhaltungszustand
- vier teilweise verfallene Forts
- vier Ruinen mit sichtbaren Strukturen
- zwei Standorte mit Spuren ehemaliger Befestigungen

Zu den bekanntesten Anlagen gehören:
- Elmina Castle: Das 1482 erbaute St. George’s d’Elmina Castle gilt als ältestes europäisches Bauwerk südlich der Sahara.
- Cape Coast Castle: Es diente als wichtiger Umschlagplatz im Sklavenhandel und ist als „Tor ohne Wiederkehr“ bekannt.[2]
- Fort Prinzenstein: letzte, 1784 von den Dänen errichtete Festung bei Keta (Volta Region), heute teilweise verfallen

## Architektur und Bauweise

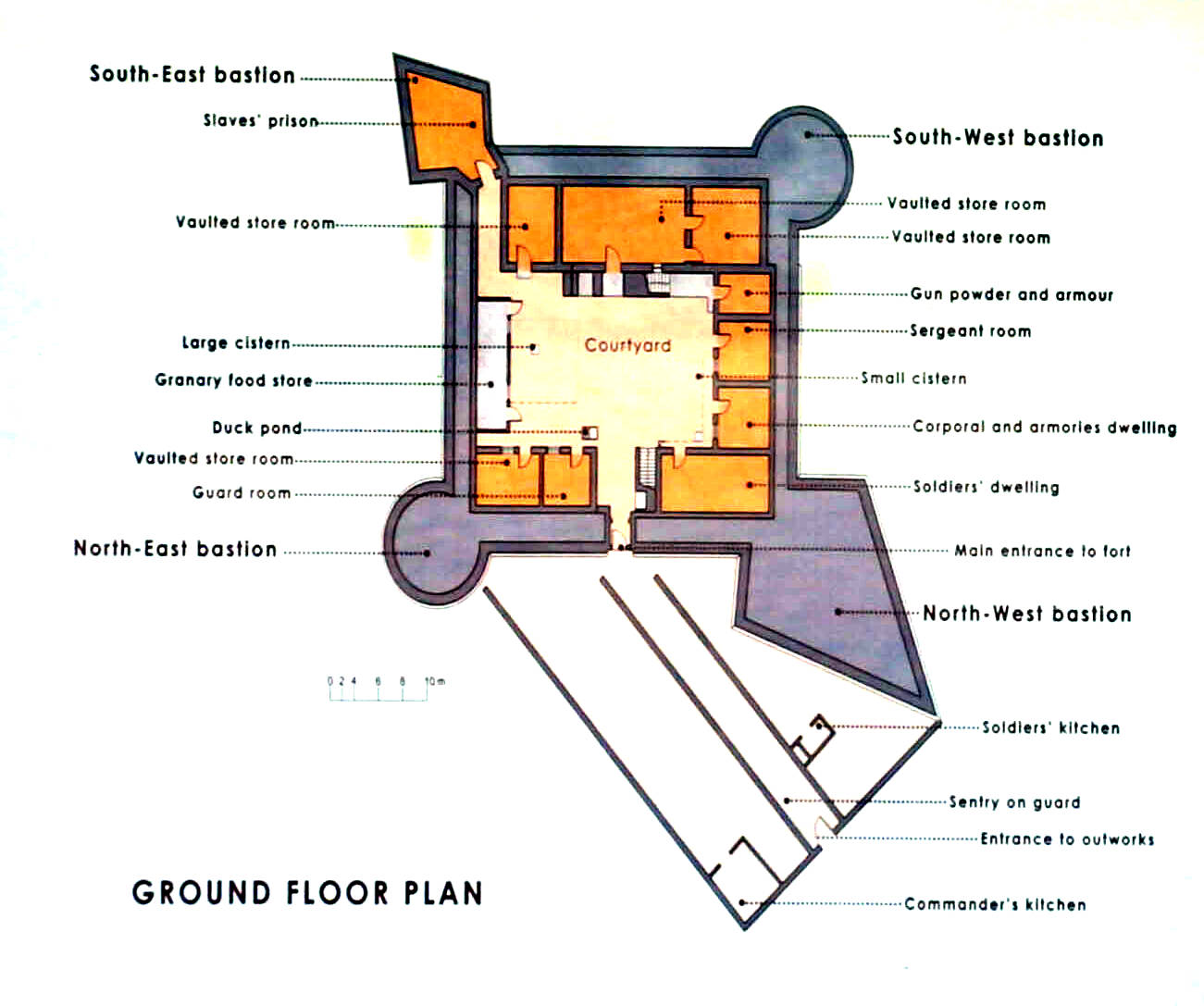
Grundriss von Fort Amsterdam

Die Forts und Schlösser weisen eine charakteristische Architektur auf, die sich an europäischen Militärbauten orientiert. Typischerweise haben sie einen quadratischen oder rechteckigen Grundriss mit Bastionen oder Türmen an den Ecken. Die innere Struktur besteht oft aus zwei- oder dreistöckigen Gebäuden, einem Innenhof und weiteren Befestigungselementen.
Im Laufe der Zeit wurden viele der Anlagen von den wechselnden europäischen Mächten umgebaut und erweitert, was zu einer Vermischung verschiedener architektonischer Stile führte.

## Kulturelle und historische Bedeutung
Die Forts und Schlösser sind von immenser Bedeutung für das Verständnis der kolonialen Vergangenheit Ghanas und Westafrikas. Sie zeugen vom einst florierenden Handel zwischen den indigenen afrikanischen Völkern und den europäischen Handelskompanien. Darüber hinaus haben sie die Entwicklung der ghanaischen Verwaltung, Justiz, Religion, des Gesundheitswesens und sogar der Architektur maßgeblich beeinflusst.

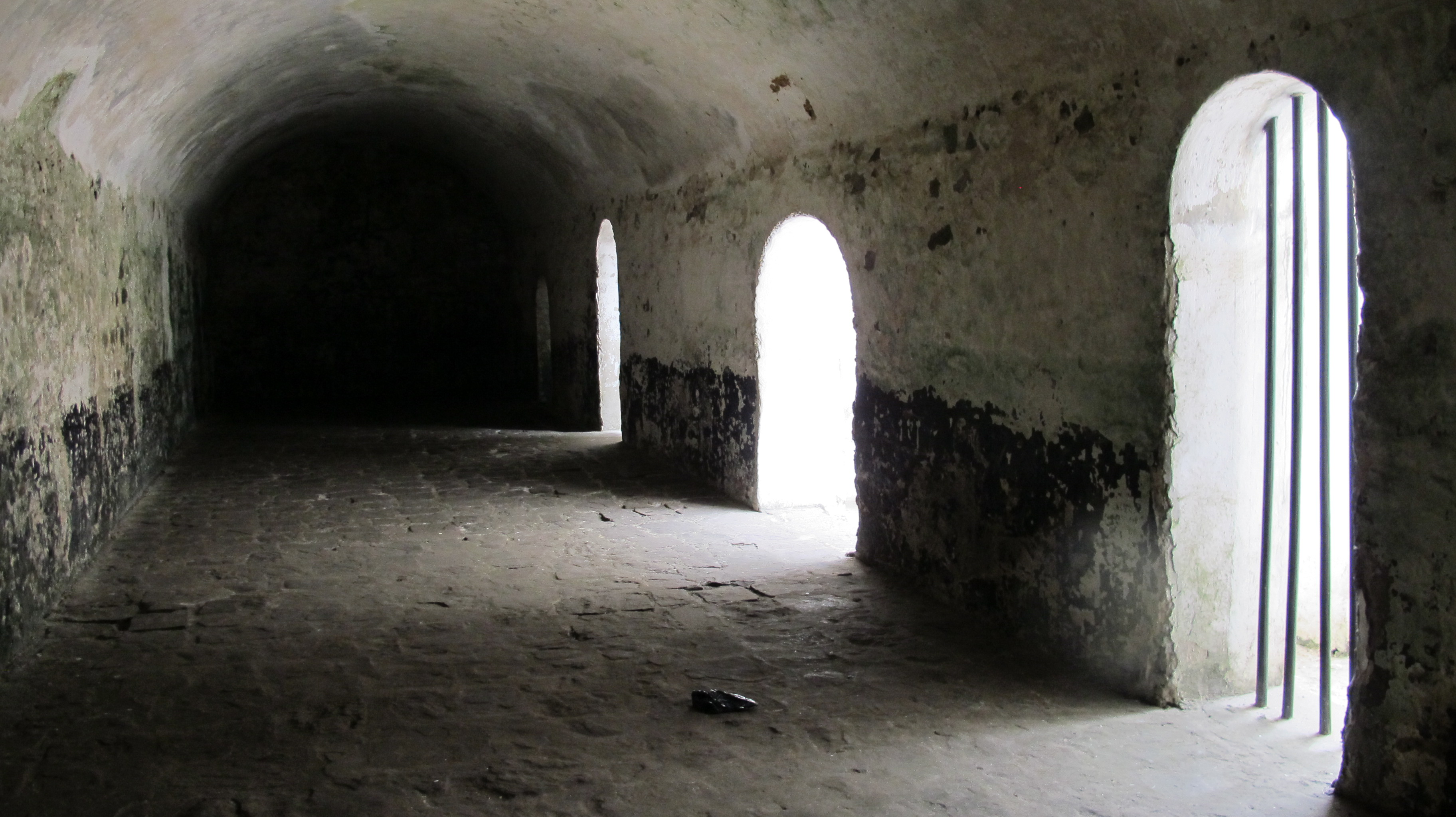
Sklavenkeller in Elmina Castle

Als materielle Zeugnisse des transatlantischen Sklavenhandels kommt ihnen eine besondere Rolle in der Erinnerungskultur zu. Sie dienen heute als Mahnmale und Bildungsstätten, die an die Gräueltaten des Sklavenhandels erinnern und zur Auseinandersetzung mit diesem dunklen Kapitel der Geschichte anregen.

## Erhaltung und Tourismus
Die ghanaische Regierung hat die Forts und Schlösser zu Nationaldenkmälern erklärt und bemüht sich um deren Erhalt. Viele der Anlagen sind heute für Besucher zugänglich und bilden wichtige touristische Attraktionen. Sie bieten Einblicke in die komplexe Geschichte der Region und tragen zur Bildung und zum Verständnis der kolonialen Vergangenheit bei.